# Epidendrum vesicatum
Epidendrum vesicatum är en orkidéart som beskrevs av John Lindley. Epidendrum vesicatum ingår i släktet Epidendrum och familjen orkidéer. Inga underarter finns listade i Catalogue of Life.

## Bildgalleri

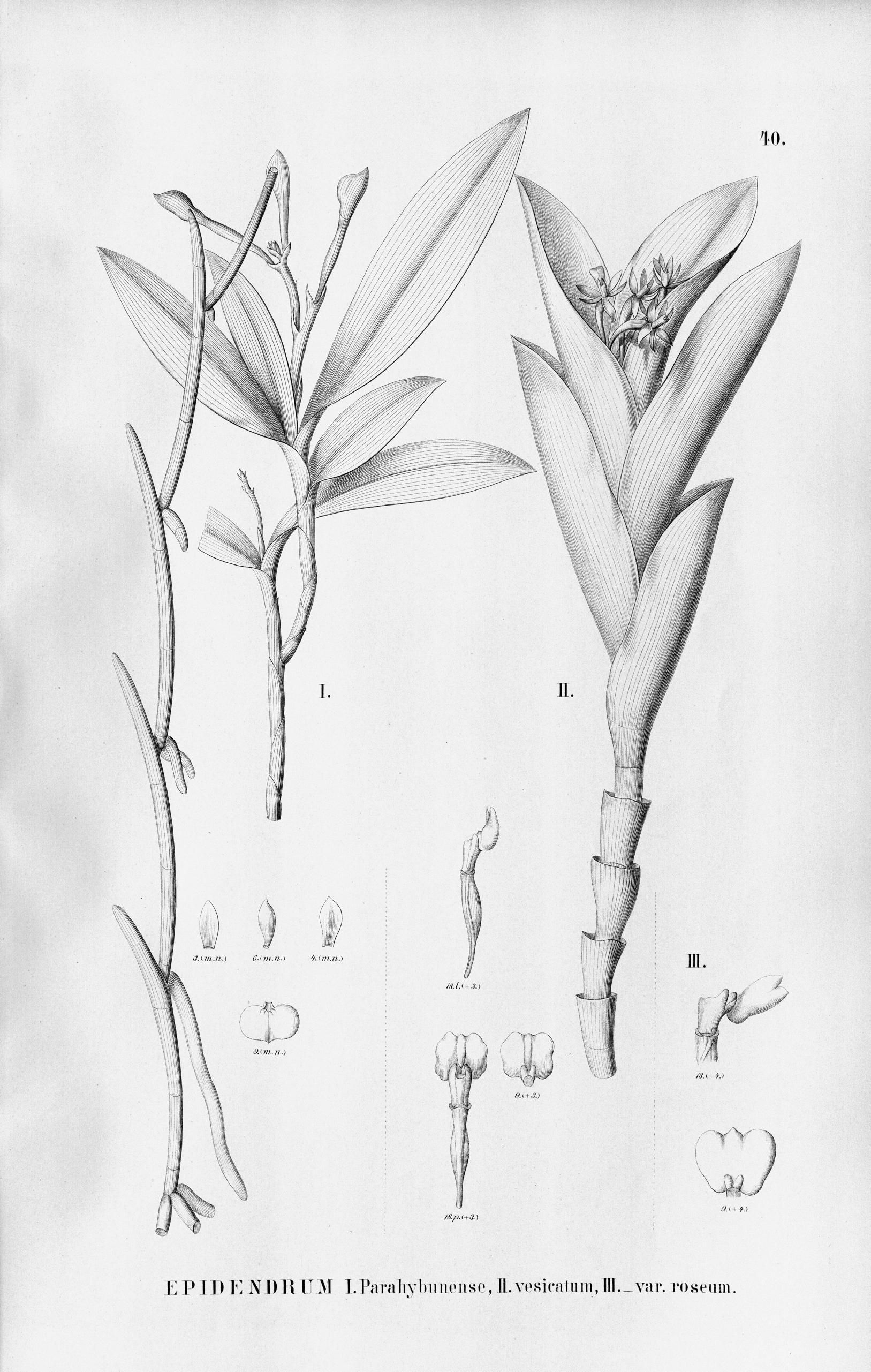